# Issei Nomura

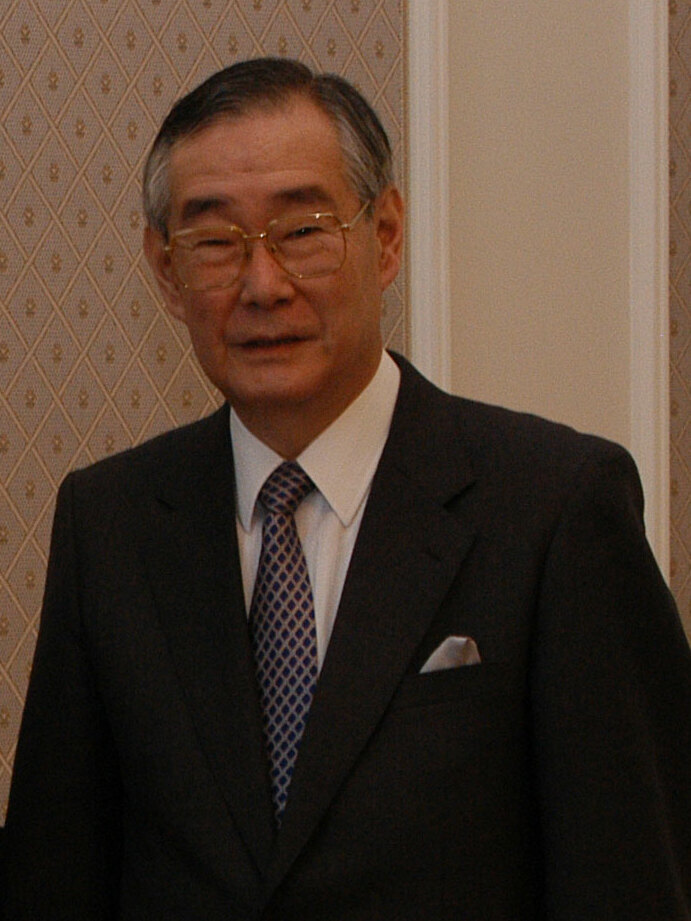
2003

Issei Nomura (japanisch: 野村一成; * 20. Mai 1940 in Nagoya; † 4. Juli 2021) war ein japanischer Diplomat.

## Leben

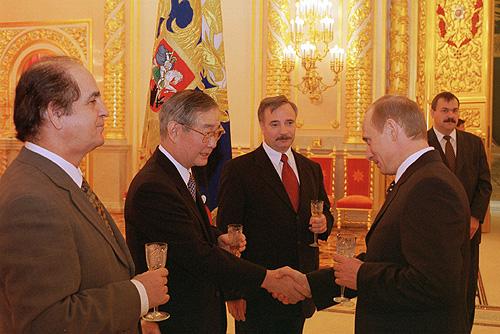
Issei Nomura mit Wladimir Putin, 2002

Er studierte Rechtswissenschaften an der Universität Tokyo. Nach Abschluss des Studiums im Jahr 1963 begann er für das japanische Außenministerium zu arbeiten. Er war ab 1974 als erster Sekretär in der japanischen Botschaft im Vereinigten Königreich und ab 1976 in der Sowjetunion tätig. Es folgten Einsätze in Dänemark und den USA. 1991 wurde er Direktor im Büro für friedenserhaltende Maßnahmen des Premierministers. Er übernahm dann die Funktion des Generaldirektors des Büros für europäische und ozeanische Angelegenheiten des Außenministeriums.
1995 wurde er japanischer Botschafter in Malaysia. Es schloss sich eine Tätigkeit als Botschafter für Okinawa-Angelegenheiten an. Dann war er ab 2002 Botschafter in Deutschland und später in Russland. Von 2006 bis 2010 war er Großmeister am Hof des japanischen Kronprinzen und anschließend Sonderberater am kaiserlichen Hof.

## Auszeichnungen
Malaysia zeichnete ihn im Jahr 2006 mit dem Orden Panglima Jasa Negara aus.

## Werke
- Some Reflections of a Japanese Ambassador = Einige Betrachtungen eines Japanischen Botschafters, Berlin, 2002